# Rosa bridgesii
Rosa bridgesii — вид рослин з родини розових (Rosaceae); ендемік штатів Орегон і Каліфорнії — США.

## Опис
Напівчагарник, який формує відкриті колонії. Стебла прямовисні, (1)2–4(8) дм, відкрито розгалужені. Кора часто сиза в молодому віці й від сірого до темно-коричневого кольору з віком, гола. Підприлисткові колючки парні, прямовисні, найбільші ± сплюснуті, шилоподібні, 3–10 × 2–7 мм, міжвузлові рідкісні або відсутні, менші. Листки 2.5–11 см. Прилистки 5–10 × 2–4 мм, зазвичай залозисті. Ніжки й ребра листків з рідкісними колючками, голі або густо дрібно волохаті. Листочків (3)5–7, ніжка 3–20 мм, пластина обернено-яйцювата або широко еліптично-клиноподібна до ± кулястої, 10–30(50) × 8–25(30) мм, краї зубчасті, основа округло-тупа, верхівка від тупої до усіченої, низ сіро-зелений, дрібно запушений, верх зелений, тьмяний, від дрібно запушеного до голого. Суцвіття — щиток, 1 або 2(7)-квітковий. Квітоніжки прямовисні, відносно тонкі, 5–17 мм, голі, залозисті чи незалозисті. Квітки 2.5–3.5 см у діаметрі; чашолистки розлогі, ланцетні, 6–14 × 2–3 мм, верхівка 0–4 × 0.5 мм; пелюстки поодинокі, насичено-рожеві, 10–20 × 10–20 мм. Плоди шипшини яскраво-червоні, від яйцюватих до стиснено-кулястих і до грушоподібних, (8)10–18 × 7–14 мм, м’ясисті, голі, шийка 1 × 2.5–4.5 мм. Сім'янок 1–11, від кремових до блідо-коричневих, 3.5–5(6.5) × 2.5–4 мм. 2n = 14, 28.
Період цвітіння: травень — серпень.

## Поширення
Ендемік штатів Орегон і Каліфорнії — США.
Населяє відкриті лісові, краї луків, скелясті відслонення, середньогірні ліси; 700–2500 м.